# Simão de Tavares (1484-1566)
Simão de Tavares (Aveiro, 1484 - Aveiro, 1566) foi um fidalgo e religioso português.

## Biografia
Simão de Tavares, filho de D. Gonçalo de Tavares e de D. Catarina de Castro, e neto de D. Pedro de Tavares, nasceu em Aveiro em 1484. Foi estribeiro-mor do Cardeal D. Afonso, filho do rei D. Manuel, e Senhor de Mira até aos sessenta anos, idade em que, já viúvo, tomou ordens no Convento de Santo António de Aveiro, onde veio a falecer em 1566 com 80 anos de idade. Teve como filhos, D. Francisco de Tavares que lhe sucedeu no Senhorio de Mira, e D. Helena Tavares.